# Streamline Ewing
Streamline Ewing (* 19. Januar 1917 in Topeka, Kansas; † 1. Februar 2002 in Pasadena, Kalifornien; bürgerlich John Richard Ewing) war ein US-amerikanischer Jazz-Posaunist.
John Richard, genannt „Streamline“ Ewing besuchte die Highschool in Los Angeles und begann seine Musikerkarriere bei Gene Coy. Bekannt wurde Ewing, als er 1938 Mitglied der Band von Horace Henderson wurde. Danach tourte er mit Earl Hines und wirkte zwischen 1938 und 1942 an dessen Plattenaufnahmen mit. Zu hören ist Ewing in Titeln wie „Grand Terace Shuffle“, „Yellow Fire“, „XYZ“, „Windy City Jive“  und „Swinin´ on C.“. Anfang der 1940er Jahre arbeitete er für kurze Zeit in den Big Bands von Louis Armstrong und Lionel Hampton, dann bei Jimmie Lunceford (1943–45), Cab Calloway (1946 und erneut 1949), Jay McShann (1948), Cootie Williams (1950), Louis Jordan und Earl Bostic.
Anfang der 1950er zog er nach Kalifornien und spielte bei George Jenkins, außerdem als Studiomusiker u. a. mit Bobby Bryant, Sam Cooke, Dr. John (Dr. John's Gumbo, 1972), B.B. King, Papa John Creach, T-Bone Walker und Gerald Wilson. Ab 1956 arbeitete er bei Teddy Buckner; die beiden spielten noch in den 1980ern gelegentlich gemeinsam. Ewing hatte 1958 bzw. 1960 Gelegenheit eine eigene Band, The Streamliners, zusammenzustellen.  1962 ging er erneut mit Horace Henderson auf Tournee; 1967 mit Rex Stewart. In den späten 1960er Jahren war er Mitglied der Formation Young Men of New Orleans. 1985 und 1990 ging er mit Johnny Otis auf Europa- bzw. Japan-Tournee, 1983 spielte er in der Eagle Brass Band. In seinen späteren Jahren arbeitete er als freischaffender Musiker; so wirkte er an zwei Willy DeVille Alben, Backstreets of Desire (1992) und Big Easy Fantasy (1995) mit.